# Объект 788
«Объект 788» — проект советского лёгкого плавающего танка. Разрабатывался на челябинском тракторном заводе. Серийно не производился.

## История создания
В конце 1969 — начале 1970 годов, по указанию министра обороны СССР А. А. Гречко в план НИОКР на 1970—1973 годы была включена разработка лёгкого танка на замену танка ПТ-76.
Основные требования предъявляемые тематической карточкой, которая была 4 декабря 1969 года направлена заместителю министра оборонной промышленности СССР Ж. Я. Котину:
1. Боевая масса танка — не более 15 т;
2. Вооружение:
— нарезная 100-мм пушка Д-33;
— противотанковый ракетный комплекс 9К111 «Фагот»;
— пулемет калибра 12,7 мм для стрельбы по наземным и зенитным целям;
3. Защита:
а) броневая:
— от 23-мм бронебойного снаряда при курсовых углах ± 35°;
— от 12,7-мм бронебойной пули при курсовых углах ± 70°;
— от 7,62-мм бронебойной пули при всех курсовых углах;
б) противоатомная:
— коллективная автоматическая, с герметизацией обитаемого пространства, с созданием противодавления и фильтрацией нагнетаемого воздуха;
— кратность ослабления радиации — не менее чем у БМП-1;
4. Подвижность:
— максимальные скорости движения:
на суше — 70 км/ч; на плаву — 12 км/ч;
— запас хода по топливу на суше — 700 км.
Разработка велась на конкурсных началах силами ЧТЗ, ВгТЗ, ММЗ с участием ВНИИТрансмаша. Ко второму кварталу 1970 года планировалось предоставление аванпроекта. Однако в срок не уложился ни один из участников конкурса.
Первым свой проект 29 апреля 1971 года представил Челябинский тракторный завод. Проект носил индекс «Объект 788». Несмотря на требования заказчика, из проекта исключили установку комплекса «Фагот», оборудование для самоокапывания и водомётные движители, так как по данным разработчика, это привело к увеличению массы до 17,5-17,7 тонн, что негативно сказалось бы на запасе плавучести.
21 мая 1971 года Волгоградский тракторный завод представил свой вариант. Проект имел два варианта:
Объект 934 — классическое размещение экипажа в корпусе; масса танка — 14,8 т;
Объект 934Б — размещение экипажа (в том числе механика-водителя) в башне-капсуле; масса танка — 14,6 т.
После рассмотрения аванпроектов был выбран Объект 934 от волгоградского тракторного завода.